# حزب العمال الاشتراكي (الجزائر)
حزب العمال الاشتراكي هو حزب سياسي في الجزائر. وتتشابه وجهات نظره مع آراء الأممية الرابعة التي أعيد توحيدها. تأسس الحزب في عام 1989 من قبل المجموعة الشيوعية الثورية.
ينشر الحزب صحيفة الخطوة . في 17 مايو 2007 في انتخابات المجلس الشعبي الوطني، فاز الحزب بنسبة 0.75٪ من الأصوات ولم يحصل على أي مقعد من 389 مقعدًا.

## روابط خارجية
- الموقع الرسمي